# Reuben Butler
Reuben Butler (sinh năm 1890) là một cầu thủ bóng đá người Anh thi đấu ở vị trí tiền đạo trung tâm.
Butler sinh ra ở Stillington, County Durham. Các câu lạc bộ đã thi đấu bao gồm Middlesbrough, Hartlepool, Bury, Bradford City, Oldham Athletic và Crewe Alexandra. Tại Bradford ông ghi 16 bàn thắng trong 40 trận, với tất cả trừ một bàn ở mùa giải 1924–25, khi ông là vua phá lưới với việc ghi gần một nửa tổng số bàn của đội, và City khủng hoảng ở nửa sau của Division Two.